# Ружиця (Лодзинське воєводство)
Ружиця (пол. Różyca) — село в Польщі, у гміні Колюшки Лодзький-Східного повіту Лодзинського воєводства.
Населення — 757 осіб (2011).
У 1975-1998 роках село належало до Пйотрковського воєводства.

## Демографія
Демографічна структура станом на 31 березня 2011 року:
|          | Загалом | Допрацездатний вік | Працездатний вік | Постпрацездатний вік |
| -------- | ------- | ------------------ | ---------------- | -------------------- |
| Чоловіки | 356     | 81                 | 234              | 41                   |
| Жінки    | 401     | 74                 | 231              | 96                   |
| Разом    | 757     | 155                | 465              | 137                  |